# Araucaria bidwillii
Araucaria bidwillii Hook. è una grande conifera appartenente alla famiglia delle Araucariacee, originaria del Queensland (Australia). 

## Nomi comuni
È conosciuta anche come Bunya Pine, o semplicemente Bunya. 
I primi coloni in Australia hanno registrato molte forme del nome usato dalle popolazioni indigene, tra cui Banza-tunza, Banua-tunya, Boonya, Bunyi, bahnua, Bon-yi, Banya bunya, Bunnia, Bunya-bunya e Bonyi-bonyi. La somiglianza di questi nomi suggerisce che i popoli nativi lo conoscessero più o meno con lo stesso nome, con le varianti attribuibili a varianti di grafia fonetica. Una varietà simile si applica al nome nativo del seme commestibile, simile ad una mandorla, Yenggee o Jenggi (Huth 2002).